# 沙萬山
45°13′02″N 06°17′05″E / 45.21722°N 6.28472°E
沙萬山（法語：Mont Charvin），是法國的山峰，位於該國東南部，由奧文尼-隆-阿爾卑斯大區負責管轄，屬於阿爾沃山的一部分，海拔高度2,207米，每年平均降雨量1,567毫米。